# یواس‌اس جان هود (دی‌دی-۶۵۵)
یواس‌اس جان هود (دی‌دی-۶۵۵) (به انگلیسی: USS John Hood (DD-655)) یک کشتی بود که طول آن 376 ft 6 in (114.7 m) بود. این کشتی در سال ۱۹۴۳ ساخته شد.